# Maarten Hendrick Rutteman
Maarten Hendrick Rutteman (Hengelo, 23 mei 1922 – Hanover (Massachusetts), 4 maart 2018) was een Engelandvaarder. Hij is de tweelingbroer van Eduard Willem Rutteman.

## Biografie
Op 19-jarige leeftijd, tijdens de Tweede Wereldoorlog, werd Maarten Rutteman door de Duitsers gearresteerd en samen met 1200 studenten in een kamp opgesloten. Na een tijdje hadden de Duitsers door dat het geen verzetsmensen waren en werden er steeds wat studenten vrijgelaten. Rutteman behoorde bij de laatste groep die vrijkwam. Niet lang daarna moesten alle mannen van 18-26 jaar zich melden om in de Duitse oorlogsindustrie te gaan werken. Toen hij daaraan geen gevolg gaf, moest hij onderduiken.

### Vlucht naar Engeland
In 1943 besloot hij Nederland te verlaten. Zijn broer Eduard en diens vriend Charles Gewin waren hem al voorgegaan. Hij kon geen betrouwbare reisgezel vinden en besloot alleen te gaan. Maarten had Eduards veilige adres in Parijs gevonden. Op 8 september 1943 nam hij de trein van Den Haag naar Tilburg. Hij had een oude schooltas bij zich met wat kleren, een stuk zeep, wat cigaretten, een zaklantaarn en een zakmes. Ook twee pakjes tabak, die hij indien nodig voor ruilhandel wilde gebruiken. Verder had hij een vals paspoort en 80 Belgische franken, een persoonskaart en 400 gulden. In Tilburg ontmoette hij iemand van het verzet die hem verder hielp. Hij moest de bus naar Baarle-Nassau nemen en daar de grens over gaan.

#### België en Frankrijk
Om 2 uur die middag was hij in België. Hij liep naar Turnhout, nam daar de bus naar Antwerpen en vandaar de trein naar Brussel. Daar belde hij Paul Meunier op, een jongen die hij via de Rotary had ontmoet, en daar mocht hij logeren. Het was de dag van de capitulatie van Italië en dat werd gevierd met een mooi diner met champagne. Rutteman keek zijn ogen uit naar al die heerlijkheden, die in Nederland niet meer te vinden waren.
Op 28 september vervolgde Maarten zijn reis. Met de trein ging hij naar Blandain en met behulp van de stationschef, die hem een groene band om de mouw deed, moest hij op een arbeider lijken. Hij kreeg valse papieren waaruit bleek dat hij voor zijn werk naar Marseille moest. De trein naar Rijsel (Lille) stopte vlak na de Franse grens. Duitsers schreeuwden dat iedereen uit moest stappen voor kaartjes- en bagagecontrole. Enkele Franse verzetsmannen zorgden ervoor dat de Duitse inspecteur bezig gehouden werd waardoor Maarten door kon lopen. In Lille kreeg hij onderdak bij Felix Verdoorn. Twee dagen later kwamen er nog twee Nederlanders aan, een van hen beweerde dat zijn vader ambassadeur in Londen was.
Van Felix hoorde hij dat Eduard en Charles regelmatig in Hotel Victor Massé in Montmartre kwamen. Ze ontmoetten elkaar en Maarten nam daar een kamer. Ze bezochten de Tuilerieën en de Folies Bergères en maakten plannen voor de rest van de reis. Pas na vier weken verlieten ze Parijs. Uit voorzorg hadden ze hun schoenen laten verzolen omdat hun veel geloop te wachten stond, en met touw veranderden ze hun schooltassen in rugzakken. Ook kochten ze alpinopetten om er wat Franser uit te zien. Charles ging om persoonlijke redenen terug naar Nederland, hij werd in de trein door de Gestapo gearresteerd en overleed vrij snel in het concentratiekamp.
De broers vertrokken op 21 oktober en namen de trein naar Marseille. Er bleken nog zes Nederlanders in de trein te zitten, w.o. Hilbo Borel Rinkes en Sietse Wiersma. Allemaal stapten ze in Avignon en Nîmes over waarna ze in Toulouse aankwamen. Daar namen de acht jongemannen de trein naar Lourdes, waar ze Franse verzetsmensen ontmoetten die hen over de Pyreneeën zouden brengen.
De groep werd uitgebreid tot 35 personen, waarvan 20 nooit in Engeland zijn gekomen. Er waren Amerikaanse en Britse piloten bij, drie Poolse vliegers die uit een Duits kamp ontsnapt waren en acht Fransen. De tocht zou minstens 48 uur duren, werd voorspeld. Toen ze het niemandsland tussen Frankrijk en Spanje bereikten, gingen de gidsen weer terug. Er stak een storm op en het begon te sneeuwen. De groep vond een hut waar ze allemaal in konden schuilen. Omdat het overvol was besloten enkelen terug te gaan naar een lager gelegen hut. Eten hadden ze niet meer, en warme kleding was er te weinig. Negen mannen werden vermist en hadden kennelijk een andere weg genomen, maar de acht Nederlanders waren nog allemaal aanwezig.  Na twee dagen was de storm nog niet gaan liggen en de meesten raakten gedeprimeerd en gingen terug.
Maarten en Edu besloten alleen verder te gaan. Punt wilde wel mee, maar iemand had zijn schoenen gestolen, dus dat was geen optie. De broers vorderden langzaam in de diepe sneeuw. Toen ze uren later op de 3000m hoge bergtoppen aankwamen, klaarde het weer op. De zon scheen weer en Spanje leek ineens dichtbij.

#### Spanje
Die dag kwamen ze in Spanje aan. Nadat ze die dag acht uren zonder eten hadden gelopen, aten ze hun laatste blikje sardines op. Het eerste levensteken daarna was een skelet, dat ergens op de rotsen lag. Daarna kwamen ze meer resten tegen van deze en de Spaanse Burgeroorlog. Toen ze een herder tegenkwamen, kregen ze wat brood met kaas. Tegen de avond werden ze tegemoet gereden door twee 'carabineros', achteraf bleek dat Borel Rinkes en Wiersma een dag eerder waren aangekomen. Ze boden aan de broers bananen en wijn te geven in ruil voor hun zakmessen en -lantaarns. Om 9 uur kwamen ze in Bielsa aan. El Cabo, de baas van de carabineros, ondervroeg hen, waarna ze naar een keuken werden gebracht en dekens kregen om te slapen. De carabinero kwam zoals afgesproken de wijn en de bananen brengen. Ze kregen van El Cabo een dag om bij te komen, maar daarna moest hij ze brengen naar de gevangenis in Barbastro. Dat zou maar voor een week zijn, volgens hem. In ieder geval kon Rutteman zijn bloedende voeten door een dokter laten bekijken, bovendien had hij koorts en was hij een keer flauwgevallen. Van de dokter moest hij een week in bed blijven. De Nederlandse ambassade werd op de hoogte gesteld van hun aanwezigheid, waarna ze dagelijks in een klein hotel een maaltijd kregen. In drie maanden verbleven ze in vier verschillende gevangenissen, de Cárcel Modelo de Zaragoza, twee in Madrid, waar ze voor het eerst sinds Lourdes een douche konden nemen, en op 10 december werden ze naar concentratiekamp Miranda de Ebro overgebracht. Op 29 december 1943 werden ze vrijgelaten. Een dag later werden de laatste Nederlanders vrijgelaten. Met de trein gingen ze naar Madrid, in de eerste klasse.
In Madrid kregen ze nieuwe kleren en schoenen en wat zakgeld. Hotel Internacional werd hun toegewezen, de rekening ging naar de ambassade. In Madrid waren zo'n 100 Engelandvaarders, een groot deel daarvan zat in hetzelfde hotel.
Op 31 januari zaten de broers in de trein naar Lissabon, tezamen met ongeveer 90 Nederlanders. In Valencia moest het gezelschap overstappen in een klaarstaande Portugese trein. Bij de grens stapte de Nederlandse consul in en bood iedereen een maaltijd aan in de restauratiewagon. In Lissabon gingen ze aan boord van een Brits schip dat hen naar Gibraltar bracht, waar ze alvast wat militaire training kregen. Na vijf weken bracht een troepenschip de 90 Nederlanders  naar Engeland.

#### Aankomst in Engeland

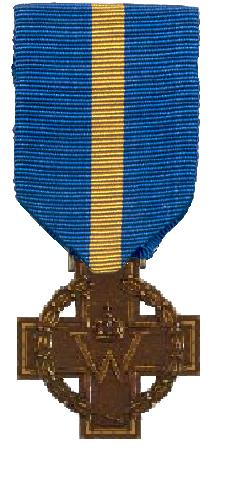

Zes maanden na hun vertrek uit Nederland stond Maarten in Londen op straat. Op de Patriotic School werd hij uitgebreid verhoord. Daarna kreeg hij gedurende enkele weken bij de infanterie een training als marconist en maakte hij de vijfde landing in Normandië mee. Vandaar ging hij door België naar Nederland. Na de demobilisatie keerde hij naar Nederland terug.

### Na de oorlog
Maarten Rutteman werkte voor Shell in Peru, Columbia en Venezuela van 1946-1952. Daarna emigreerde hij naar Canada waar hij trouwde met een Belgische vrouw, die hij tijdens een vakantie had ontmoet. Vijf jaar later verhuisde hij naar de Verenigde Staten.
Hij is de zoon van Cornelis Rutteman en Auguste van der Ent. Behalve Eduard heeft hij nog twee oudere broers, Joost (1917-1985), die in Hengelo woonde, en Gerard Cornelis (1915). Hij woont in Hanover, Massachusetts. In 2000 gaf hij eenmalig een lezing over zijn belevenissen voor het  New Hampshire College. Joost was in het verzet in Amsterdam en werd verraden door een vriend die door de Duitsers gemarteld werd. De vriend werd geëxecuteerd.

## Onderscheidingen
- Kruis van Verdienste